# Antoine-Philippe de La Trémoïlle
Antoine-Philippe de La Trémoïlle (París, 27 de septiembre de 1765-Laval, 27 de enero de 1794) fue príncipe de Talmont o Talmond (ambas grafías son aceptables) y comandante de la caballería del Ejército Católico y Real de la Vandea.

## Orígenes
Segundo de los cuatro hijos del Par de Francia, Jean Bretagne Charles de La Trémoille (1737-1792), duque de Thouars, conde de Laval y barón de Vitre, y de Marie-Maximilienne-Louise de Salm-Kyrbourg (1744-1790). Su residencia era el castillo de Laval. El 23 de enero de 1785 contrajo matrimonio con Henriette-Louise-Françoise-Angélique d'Argouges (1767-1831).
A finales de 1791, tras mantenerse al margen de la revolución, se incorporó a una conspiración contrarrevolucionaria en Poitou. Esta fracasó y debió exiliarse en Inglaterra, de ahí se reunió con otros émigrés y partió al Rin, incorporándose a los Chevaliers de la Couronne, «Caballeros de la Corona», junto al conde Louis de Frotté (1766-1800). Combatió bajo las órdenes del futuro Carlos X de Francia, siendo enviado a sublevar las provincias occidentales del país.
Tras la ejecución del rey se instaló en Boulogne-Billancourt, cerca de París, para intentar amotinar la capital francesa con ayuda de su hermano, el abad Charles-Godefroi Auguste de La Trémoïlle (1765-1794). Conocedor de la sublevación en Bretaña y Maine, poco antes que comenzara la Guerra de la Vendée, obtuvo un pasaporte falso con nombre de su hermano y viajó el 10 de marzo de 1793 a Normandía, Maine y Anjou para reclutar seguidores.
Diez días después fue arrestado en Noyant-sous-le-Lude y llevado luego a Baugé. Posteriormente pasó a las cárceles de Angers bajo la jurisdicción del Comité de Salvación Pública. Su hermano reaccionó organizando una conspiración para liberarlo. Un miembro de la Montaña, Nicolas Chambon (1748-1826), estaba encargado de interrogarlo y, aparentemente, devolverlo a París. Sin embargo, la conspiración de su hermano, en el seno mismo de la Convención Nacional, consiguió su cometido. Fue liberado con la complicidad de sus guardias y llevado a Laval. Escoltado por campesinos viajó a Saumur. Cuando llegó, en junio, fue recibido con entusiasmo por los rebeldes, nombrado comandante de la caballería y miembro del Consejo Superior del Ejército Católico y Real.

## Guerra de la Vendée

Blasón de la familia Trémoïlle.

Trémoïlle destacaría por su valor en el fallido ataque a Nantes, el 28 de junio, arengando varias veces a las tropas y llegando a ser herido. Participaría en todos los combates posteriores, y tras una serie de continuas derrotas, sería de los primeros en apoyar la idea de cruzar el Loira y refugiarse en Bretaña. Después de la derrota de Cholet (17 de octubre) protegió con cuatro mil realistas Saint-Florent-le-Vieil para permitir al ejército rebelde y los civiles vandeanos cruzar el río para ponerse a salvo. Comenzaba así el Giro de la Galerna.
En el consejo posterior, se opuso con vehemencia a la opinión de otros jefes de retornar a la Vandea y propuso ir a Saint-Malo para recibir la ayuda prometida por chuanes e ingleses. Sabía también que su familia tenía influencia en la región de Laval, lo que le motivaba a ir hacia allá. Muchos chuanes se incorporarían a sus tropas recién llegados a Laval, poniéndose a las órdenes de Trémoïlle, serían llamados Petite-Vendée, «pequeños vandeanos». Poco después, el príncipe con el marqués Guy-Joseph de Donnissan (1737-1794) y el abate Étienne-Alexandre Bernier (1762-1806) consiguieron más de novecientas mil libras en papel moneda. También se distinguiría en la toma de Entrammes (26 de octubre).
Después de la victoria marchó con Jacques Nicolas Fleuriot de la Fleuriais (1738-1824) de Laval a Vitré para reclutar más hombres. Posteriormente siguió al resto del ejército a Fougères, consiguiendo nuevos apoyos en el camino. Tras acampar en Cotentin, los rebeldes pusieron sitio a Granville. Su objetivo era conseguir un puerto desde donde recibir las ayudas británicas que debían venir de Francis Rawdon-Hastings (1754-1826), Lord Moira, quien estaba listo para zarpar desde Jersey. Sin embargo, los rebeldes fueron rechazados en su asalto a la ciudad y desanimados se retiraron de la costa. Durante la retirada el príncipe, el duque Paul Marie Victoire de Beauvilliers (1766-1794), Toussaint Gabriel Gilbert de Solérac (m. 1824) y el abate Bernier se separaron del ejército, tomaron un bote y navegaron por la costa, lo que fue interpretado como una deserción. Se envió a un piquete de jinetes al mando de Jean-Nicolas Stofflet (1753-1796) a buscarlos. Este los capturó y trajo de vuelta con los demás jefes rebeldes, quienes los acusaron de intentar huir a Inglaterra por su cuenta. Trémoïlle y compañía se defendieron diciendo que pretendían ir a Jersey a reclamar la ayuda prometida y dejar en Inglaterra a salvo a varias mujeres y niños.
De todos modos, el príncipe volvería a demostrar su valor en Dol-de-Bretagne y Antrain, donde se desarrollaron combates entre el 20 y 22 de noviembre. Sin embargo, acabó en una nueva derrota, obligando al príncipe y todo el ejército a retirarse mientras Henri de La Rochejaquelein (1772-1794) defendía la retaguardia con un puñado de hombres. Posteriormente, atacaron Angers (3-4 de diciembre), lo que fue otro desastre. Poco después vino una catástrofe en Le Mans (14 de diciembre), donde Trémoïlle destacó por su intento de impedir a los húsares enemigos entrar en la ciudad. La derrota de Le Mans significó que el ejército rebelde quedó separado de La Rochejaquelein y sus principales líderes, motivo de lo cual se nombró a Fleuriot como comandante en jefe, lo que hirió se sobremanera al príncipe, quien se sintió libre de sus obligaciones militares. Viajó a reunirse con Jean Chouan (1757-1794) o a la costa, pero terminó por virar con rumbo a Normandía tras enterarse de que los chuanes de Joseph de Puisaye (1755-1827) no pensaban protegerlo en Bretaña.

## Captura y ejecución
Estaba disfrazado de campesino con apenas tres acompañantes cuando una patrulla de la Guardia Nacional los interceptó en La Bazouge-du-Désert el 31 de diciembre. Llevaba algunos artículos de lujo, treinta mil libras y un pasaporte. Inicialmente, las autoridades militares no lo reconocieron pero la hija de un posadero lo saludó como príncipe de Talmont, quedando sentenciado. Fue llevado a Rennes, donde llegó el 2 de enero de 1794. Tras un largo interrogatorio a cargo de François Joachim Esnue-Lavallée (1751-1816) se recomendó que fuera enviado a París para someterlo a la Convención Nacional. Entre tanto, estaba bajo la custodia del general Jean Antoine Rossignol (1759-1802), cuyos administradores y oficiales gustaban de humillar y maltratar a los prisioneros. Sabiéndose que el príncipe estaba enfermo de tifus, el cual hacía estragos entre los encarcelados, fue llevado a Vitre por Esnue-Lavallée, quien ya tenía órdenes de transportarlo a la capital francesa. Iba fuertemente escoltado. El príncipe estaba moribundo y a Esnue-Lavallé le habían llegado informes (erróneos) de que Jean Chouan venía a liberarlo en cuanto pasaran por Laval, así que decidió condenarlo inmediatamente a muerte (como seguramente se haría en París) siguiendo las ordenanzas de ejecutar a todo rebelde y fusilarlo en la noche del 27 de enero junto al castillo de su familia, cerca de Laval.
Su cuerpo fue decapitado y expuesto por dos días en el castillo hasta que se enterró en el patio. Su único hijo, Léopold de la Trémoïlle, nacido en 1787, sería coronel del 5º regimiento de caballería y moriría sin descendencia el 7 de noviembre de 1815. La cabeza del príncipe no fue encontrada, así que sólo su cuerpo fue enterrado en la cripta familiar en 1817.